# Laurien van der Graaff
Laurien van der Graaff (Nieuwkoop, Países Bajos, 14 de octubre de 1987) es una deportista suiza que compite en esquí de fondo.
Ganó una medalla de plata en el Campeonato Mundial de Esquí Nórdico de 2021, en la prueba de velocidad por equipo. Participó en dos Juegos Olímpicos de Invierno, en los años 2014 y 2018, ocupando el cuarto lugar en Pyeongchang 2018, en la misma prueba.

## Palmarés internacional
| Campeonato Mundial | Campeonato Mundial    | Campeonato Mundial | Campeonato Mundial   |
| Año                | Lugar                 | Medalla            | Prueba               |
| ------------------ | --------------------- | ------------------ | -------------------- |
| 2021               | Oberstdorf (Alemania) | Medalla de plata   | Velocidad por equipo |